# Raecius congoensis
Raecius congoensis is een spinnensoort uit de familie Udubidae. De soort komt voor in Congo.